# Latin American Poker Tour Saison 5
Résultats et tournois de la saison 5 du Latin American Poker Tour (LAPT).

## Résultats et tournois

### LAPT 5 Viña del Mar
- Lieu : Casino de Viña del Mar, Viña del Mar,  Chili[1]
- Prix d'entrée : 1 100 $[1]
- Date : 21 mars 2012[1]
- Nombre de joueurs :  672
- Prize Pool : 651 840 $
- Nombre de places payées :  104

| Place | Nom                    | Prix     |
| ----- | ---------------------- | -------- |
| 1er   | Aliro Gajarro          | 76 560 $ |
| 2e    | Leonardo Olivares      | 66 000 $ |
| 3e    | João Lopes             | 58 000 $ |
| 4e    | Felipe Assicie         | 74 000 $ |
| 5e    | Osvaldo Javier Venegas | 50 000 $ |
| 6e    | Sergio Escobar         | 47 000 $ |
| 7e    | Halysson Sala          | 17 470 $ |
| 8e    | Nicholas Batt          | 13 040 $ |

### LAPT 5 Punta del Este
- Lieu : Mantra Resort Spa Casino, Punta del Este,  Uruguay[2]
- Prix d'entrée : 2 500 $[2]
- Date : 24 mai 2012[2]
- Nombre de joueurs :  375
- Prize Pool : 836 200 $
- Nombre de places payées :  56

| Place | Nom                           | Prix      |
| ----- | ----------------------------- | --------- |
| 1er   | Marcelo Ramos da Fonseca      | 144 240 $ |
| 2e    | Ángel Guillen                 | 126 240 $ |
| 3e    | Francisco Neto                | 116 240 $ |
| 4e    | Pablo Joaquín Melogno Cabrera | 60 420 $  |
| 5e    | Iván Lucá                     | 46 000 $  |
| 6e    | Osvaldo Silvio Resquin        | 35 970 $  |
| 7e    | Vladimir Dobrovolskiy         | 26 770 $  |
| 8e    | Guido Ruffini                 | 20 080 $  |
| 9e    | Carlos Leoncio Mironiuk       | 15 390 $  |

### LAPT 5 Medellín
- Lieu : Allegre Casino, Medellín,  Colombie[3]
- Prix d'entrée : 4 200 000 COP[3]
- Date : Du 8 au 12 août 2012[3]
- Nombre de joueurs :  337
- Prize Pool : 1 250 900 000 COP
- Nombre de places payées :  48

| Place | Nom                      | Prix            |
| ----- | ------------------------ | --------------- |
| 1er   | Robbie Renehan           | 284 700 000 COP |
| 2e    | Jayr Fregona Jr          | 180 000 000 COP |
| 3e    | Raúl Páez Corral         | 122 350 000 COP |
| 4e    | Weider Gutiérrez Vanegas | 91 160 000 COP  |
| 5e    | Cristian Velásquez       | 69 930 000 COP  |
| 6e    | Hernán Villa             | 54 940 000 COP  |
| 7e    | Ruben Ospina             | 41 210 000 COP  |
| 8e    | Luis Herrera             | 31 220 000 COP  |

### LAPT 5 Panama
- Lieu : Veneto Grand Hotel Casino, Panama,  Panama[4]
- Prix d'entrée : 2 500 $[4]
- Date : 27 septembre 2012[4]
- Nombre de joueurs :  338
- Prize Pool : 754 080 $
- Nombre de places payées :  48

| Place | Nom                          | Prix      |
| ----- | ---------------------------- | --------- |
| 1er   | Leo Fernández                | 171 930 $ |
| 2e    | Patrick Mahoney              | 108 700 $ |
| 3e    | Marco António Pedroso Cheida | 73 900 $  |
| 4e    | Walid Mubarak                | 55 050 $  |
| 5e    | Johnny Chacon                | 42 230 $  |
| 6e    | Isaac Malca                  | 33 180 $  |
| 7e    | Samad Razavi                 | 24 880 $  |
| 8e    | Diego Sánchez                | 18 850 $  |

### LAPT 5 Lima Grand Final
- Lieu : Atlantic City Casino, Lima,  Pérou[5]
- Prix d'entrée : 2 500 $[5]
- Date : Du 15 au 18 novembre 2012[5]
- Nombre de joueurs :  376
- Prize Pool : 838 860 $
- Nombre de places payées :  56

| Place | Nom                  | Prix      |
| ----- | -------------------- | --------- |
| 1er   | Jordan Scott         | 168 210 $ |
| 2e    | Maxence Debar        | 138 210 $ |
| 3e    | Oscar Barriga        | 81 370 $  |
| 4e    | Jorge Pirela         | 60 400 $  |
| 5e    | Brent Sheirbon       | 46 140 $  |
| 6e    | José Ignacio Barbero | 36 070 $  |
| 7e    | Aramis Salvadori     | 26 840 $  |
| 8e    | Roberto Vahlis       | 20 130 $  |